# 1912年ストックホルムオリンピックの自転車競技
1912年ストックホルムオリンピックの自転車競技（1912ねんストックホルムオリンピックのじてんしゃきょうぎ）は1912年に開催されたストックホルムオリンピックの自転車競技の結果を一覧に記したものである。
7月7日に個人戦と団体戦を兼ねたロードレースが実施された。今大会ではトラックレースは行われなかった。

## ロードレース

### 個人ロードレース
320km
時間差スタートによる、タイムトライアル形式で実施されたた。94人が完走した。
| 順位 | 選手名               | 国・地域       | 記録            |
| ---- | -------------------- | -------------- | --------------- |
| 1    | ルドルフ・ルイス     | 南アフリカ     | 10時間42分39秒0 |
| 2    | フレデリック・グラブ | イギリス       | + 8分45秒2      |
| 3    | カール・シュッテ     | アメリカ合衆国 | +9分59秒8       |
| 82   | マシュー・ウォルシュ | イギリス       | +2時間48分38秒0 |

### 団体ロードレース
※個人ロードレースに出場した上位4名の合計タイム順で優劣を決める。
| 順位 | 選手名                                                                              | 国・地域       | 記録       |
| ---- | ----------------------------------------------------------------------------------- | -------------- | ---------- |
| 1    | エリック・フライボルク カール・マルム アクセル・ペルッソン カール・レン             | スウェーデン   | 44:35:33.6 |
| 2    | フレデリック・グラブ レオン・メレディス チャールズ・モス ウィリアム・ハモンド       | イギリス       | 44:44:39.4 |
| 3    | カール・シュッテ アルヴィン・ロフテス アルバート・クーシェル ウォルター・マーティン | アメリカ合衆国 | 44:47:55.5 |

## 各国メダル数
| 順 | 国・地域       | 金 | 銀 | 銅 | 計 |
| -- | -------------- | -- | -- | -- | -- |
| 1  | 南アフリカ     | 1  | 0  | 0  | 1  |
| 1  | スウェーデン   | 1  | 0  | 0  | 1  |
| 3  | イギリス       | 0  | 2  | 0  | 2  |
| 4  | アメリカ合衆国 | 0  | 0  | 2  | 2  |